# أزمة الرهائن بعين أميناس
أزمة الرهائن بإن أمناس أحيانا يشار إليها بعين أمناس او أميناس هي أزمة احتجاز رهائن بدأت في 16 يناير 2013 من قبل متطرفين إسلاميين منشقين عن القاعدة بتيقنتورين، 30 كم غرب إن أمناس في جنوب-شرق الجزائر، كرد فعل على التدخل العسكري الفرنسي في مالي الذي بدأ قبل خمسة أيام والذي وصف بأنه «عدوان». المحتجزين رهنوا أكثر من 650 شخصا من بينهم أكثر من 150 من الأجانب من جنسيات مختلفة، يعملون في حقل استخراج الغاز.

## التسلسل الزمني

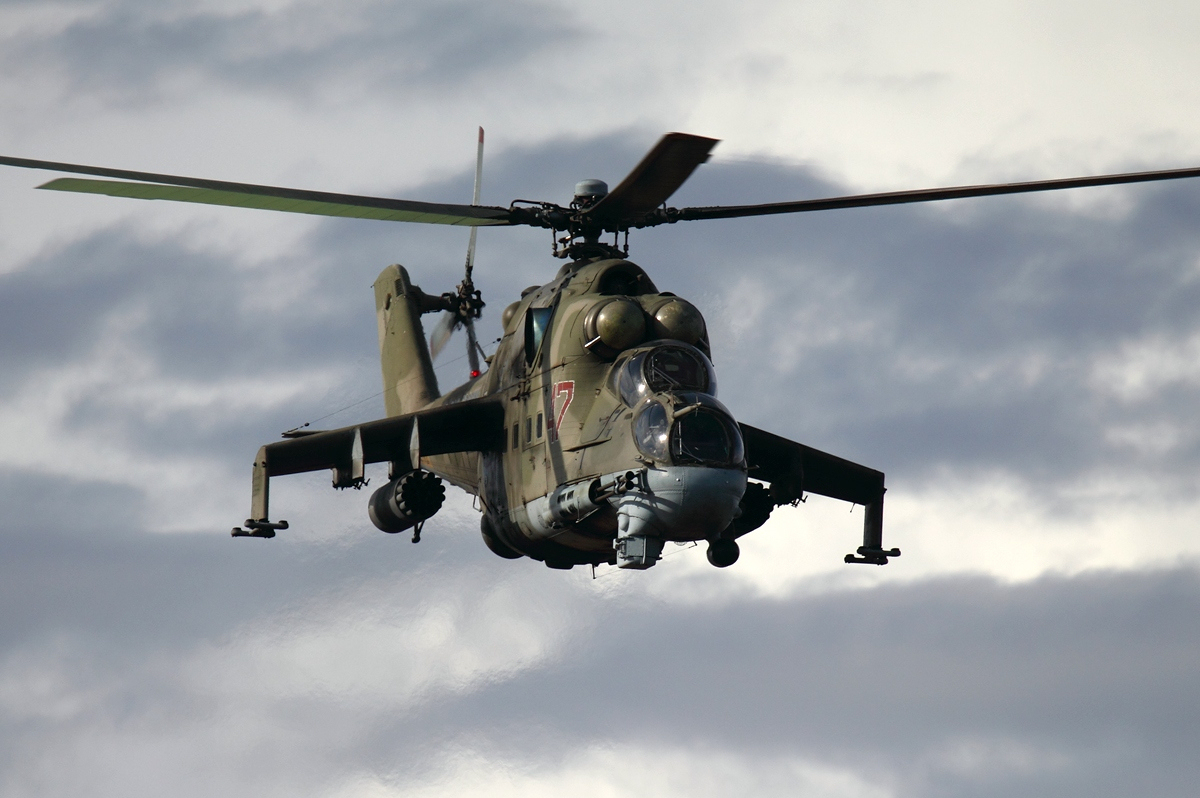
طائرة روسية

المشاركين في العملية الأولى كانوا 32عنصرا انقسموا إلى 3 مجموعات.
الأولى كانت مكونة من 12 مسلحا، وقد كلفت باقتحام منشأة «تيقنتورين»، والثانية كانت مكلفة بمهمة نصب كمين لحافلة تقل عمالا أجانب كانت متجهة إلى مطار إن أم الناس، وكان هدفها هو إشغال سرية الجيش الجزائري القريبة من موقع في معركة جانبية، بينما تتم عملية الاقتحام، وضمت 12 مسلحا أيضا، وانتظر 8 مسلحين آخرين، ضمن ما يسمى عسكريا بمجموعة الإسناد، التدخل لدعم أي من المجموعتين، عند الضرورة، وتمكنت المجموعة الأولى من اقتحام موقع «تيقنتورين» باستعمال سيارات مشابهة تماما لسيارات أمن شركة «سوناطراك» النفطية الجزائرية، ويعتقد بأنها هربت من ليبيا.
وقالت مصادر «الخبر الجزائرية» إن المجموعة المسلحة تسللت من موقع حدودي بين ليبيا والجزائر والنيجر يسمى تيم نيرلا، ثم تسللت إلى ليبيا من أجل جلب سيارات دفع رباعي، تم دهنها بنفس طريقة السيارات التابعة لحراسة «سوناطراك».
وقد مرت بمسالك صحراوية قريبة من بلدة «الدبداب» الحدودية مع ليبيا وبالتحديد بوادي إيجليه 30 كلم عن إن أم الناس على متن 9 سيارات من نوع تويوتا 5 منها من نوع تويوتا لاند كروزر تحمل لوحة ترقيم ليبية و4 سيارات من نوع تويوتا ستايشن 2 منها كان يستعملهما المهاجمون لحمل السلاح وأخرى لحمل المؤن.
وضمت مجموعة الخاطفين الثالثة 3 جزائريين فقط قتلوا جميعا في العملية وينحدرون من ولايتي ورقلة ووهران وآخر يقطن بولاية أدرار، و29 آخرون أجانب من جنسيات مختلفة، ليبية وتونسية ومصرية وكندية ويمنية.
وقالت المصادر إن اليمني الذي شارك في العملية يدعى أبو موسى، وكان قصيرا وأسمر اللون، وقد قضى المدعو أبو عائشة أو لمين بشنب في اليوم الأول من الهجوم العسكري على قاعدة الحياة، فهو وكنيته أبو عائشة ينحدر من ولاية ورقلة، وكان قائدا للجناح العسكري في حركة أبناء الجنوب من أجل العدالة، وقد تزوج لمين بشنب بامرأة ليبية في منطقة «العوينات» الليبية في الحدود مع منطقة طارات الجزائرية، قبل شهرين، وأقام فيها متنكرا بهوية غير حقيقية، وكان مكلفا بتوفير سيارات الدفع الرباعي التي استغلت في العملية.
ويعتقد أن أحد أقارب بشنب من ولاية ورقلة ما زال موجودا في منطقة الحدود الجزئرية الليبية، ويدعى يوسف وكنيته أبو مصطفى، ويقود الآن مجموعة مسلحة أخرى تنشط في الحدود الليبية الجزائرية، ويجري حاليا فحص جثث المهاجمين من قبل مختصين في الأدلة الجنائية من قيادة الدرك الوطني الجزائري على مستوى مستشفى عسكري بورقلة، من أجل الحصول على معلومات حول العملية الإرهابية.
وكان قرار تنفيذ الهجوم محصورا في شخص مختار بلمختار الذي قرر، قبل أقل من 3 ساعات من تنفيذ العملية، إصدار أمر لعناصره بتنفيذها، حيث تم رصد مكالمة هاتفية بهاتف الثـريا الفضائي من قبل مصالح الأمن الجزائرية، وتلقت وحدات الجيش الموجودة في صحراء إن أم الناس إنذارا من مصالح الأمن تضمن الاشتباه في وجود مجموعة مهربين أو إرهابيين في موقع بالصحراء، وقد تحركت قوة عسكرية لتمشيط المنطقة على الساعة الرابعة صباحا، بعد ساعتين من رصد المكالمة، لكن الوقت كان قد فات.
بدأ احتجاز الرهائن في صبيحة 16 يناير 2013 عندما حاولت مجموعة من الإرهابيين المدججين بالسلاح لمهاجمة الحافلة التي تغادر من موقع منصة الغاز المستغلة بشراكة بين بي بي، شتات أويل وسوناطراك في إن أمناس بالقرب من الحدود الليبية. بعد فشل هذه المحاولة توجهة المجموعة نحو قاعدة الحياة أين قاموا باحتجاز 650 رهينة بينهم 573 جزائريون وبعض 132 من جنسيات نرويجية، يابانية، فرنسية، أمريكية وبريطانية، موظفين بالقاعدة.
في 17 يناير 2013 شن الجيش الجزائري هجوما على موقع الرهائن، خلال هذا الهجوم حرر بعض الرهائن وقتل آخرين. ·  بالإضافة إلى ذلك حلقت طائرة بدون طيار للجيش الجزائري (أمريكية الصنع) فوق المجمع لإعطاء السلطات الأمريكية لمحة عامة عن الوضع.

## الرهائن
قدرت عدة مصادر عدد الرهائن بين 20 و40 في حين أرسل بيان من قبل الحركة الإسلامية إلى وكالة الأنباء الموريتانية أن بحوزتهم 41 رهينة أجنبية. المحتزين كانوا 13 نرويجي، 7 أمريكيين و5 يابانيين، إيرلندي وعدد غير معروف من الفرنسيين والبريطانيين. القناة التلفزيونية فرانس 24 بثت مقتطفات من محادثة هاتفية مع رهينة فرنسية إدعى أن معه بريطانيين، يابانيين وفلبينيين وماليزيين ·  بالإضافة إلى 150 موظف جزائري.
حسب الجزائر قتل شخصين في العملية وهما بريطاني وجزائري. وزير الشؤون الخارجية الجزائري ذكر أيضا ستة جرحى وهم أجنبيان، إثنين من الدرك و2 من حراس الأمن.

## المطالب
المختطفين الذين صرحوا بأنهم قادمون من مالي، وإدعوا أنهم من كتيبة مختار بلمختار الجزائري المخلوع مؤخرا من تنظيم القاعدة في بلاد المغرب الإسلامي وقالوا أنهم قاموا بالعملية كرد فعل انتقامي ضد التدخل العسكري الفرنسي في مالي الذي يصفونه «بالعدوان». طالبوا، من بين أمور أخرى، «وقف العدوان على مالي» وإطلاق سراح مائة من الإسلاميين المسجونين في الجزائر، كما هددوا بنسف الموقع إذا لم تنسحب القوات الجزائرية المسلحة التي أحاطت بالمنصة.

## ردود الفعل الدولية
- الجزائر: وزير الداخلية الجزائري دحو ولد قابلية ذكر أن الجزائر ««لا تستطيع ان تلبي مطالب الإرهابيين»» ولن تتفاوض مع خاطفي الرهائن.[14]
- أيرلندا: التانيست الإيرلندي ايمون غيلمور أكد لوسائل الإعلام أن مواطنا من أيرلندا الشمالية اصله من مقاطعة أنترم احتجز رهينة وصرح ««الحكومة مستعدة لاستخدام كل الموارد المتاحة لضمان أن يتم تحرير مواطننا في أقرب وقت ممكن»»[15]
- الولايات المتحدة: مباشرة بعد الإعلان عن احتجاز الرهائن، المتحدث باسم وزارة الخارجية الأمريكية أكد للصحفيين أن عددا غير معروف من المواطنين الأمريكيين موجود من بين الرهائن.[14] وفي هذا الصدد، أدان الرئيس الأمريكي باراك أوباما، مساء أول أمس السبت، الهجوم الإرهابي على الموقع الغازي بإن امناس، مضيفا أن مسؤولية هذه العملية الارهابية تقع على عاتق الارهابيين الذين قاموا بها. وقال أوباما في بيان نشره البيت الأبيض “إن مسؤولية هذه المأسأة تقع على عاتق الارهابيين الذين نفذوها والولايات المتحدة تدين أعمالهم بأقوى العبارات”. مضيفا “لقد كنا على اتصال دائم مع المسؤولين الجزائريين ونحن مستعدون لتقديم أي مساعدة يحتاجونها عقب هذا الهجوم”. وذكر أوباما أيضا أن الولايات المتحدة “ستواصل العمل عن كثب مع كل شركائها لمكافحة ظاهرة الإرهاب في المنطقة التي أودت بحياة عدد كبير من الابرياء” وتابع أن الهجوم على الموقع الغازي بإن امناس “تذكير آخر بالتهديد الذي تشكله القاعدة والجماعات المتطرفة العنيفة الأخرى في شمال أفريقيا”.[16]
- المملكة المتحدة: وزير الدولة للشؤون الخارجية والكومنولث ويليام هيغ أكد وفاة مواطن بريطاني في اليوم التالي للهجوم ورفض أي صلة مع التدخل العسكري الفرنسي في مالي ووصف ذلك بأنه ذريعة للقتل «بدم بارد».[17]
- فرنسا: الرئيس الفرنسي فرانسوا أولاند أكد وجود رهائن فرنسيين في الموقع وقال انه يجب أن تتوقع الأخبار السيئة حول نتائج العملية الجوية الجزائرية.[18]
- رومانيا: روبرت كازانسيوك الأمين العام لوزارة الخارجية، أكد أن هناك مواطن روماني من بين الرهائن وأنه قد تم إنشاء خلية أزمة بالوزارة.
- اليابان: